# Pépieux
Pépieux – miejscowość i gmina we Francji, w regionie Oksytania, w departamencie Aude. Przez miejscowość przepływa rzeka Ognon. 
Według danych na rok 1990 gminę zamieszkiwało 1041 osób, a gęstość zaludnienia wynosiła 106 osób/km² (wśród 1545 gmin Langwedocji-Roussillon Pépieux plasuje się na 324. miejscu pod względem liczby ludności, natomiast pod względem powierzchni na miejscu 766.).

## Zabytki
Zabytki w miejscowości posiadające status Monument historique:
- dolmen Lo Morrel dos Fados
- kościół Saint-Étienne (Église Saint-Étienne)
- kaplica w Pépieux (Chapelle de Pépieux)